# Distrito histórico de Murray Hill
El Distrito histórico de Murray Hill (en inglés: Murray Hill Historic District) es un distrito histórico ubicado en Nueva York, Nueva York. El Distrito histórico de Murray Hill se encuentra inscrito como un Distrito Histórico en el Registro Nacional de Lugares Históricos desde el 5 de octubre de 2003. 

## Ubicación
El Distrito histórico de Murray Hill se encuentra dentro del condado de Nueva York en las coordenadas 40°44′54″N 73°58′47″O / 40.748333, -73.979722.